# 徐光炜
徐光炜（1934年10月23日—2021年8月10日）中国肿瘤外科学家，教授，博士生导师，尤其擅长乳腺及消化道肿瘤的诊治。

## 生平
祖籍浙江鄞县，1934年出生于上海，毕业于圣约翰大学和上海第二医学院。北京大学临床肿瘤学院、北京肿瘤医院、北京肿瘤防治研究所名誉院（所）长，创始院（所）长。中国抗癌协会早期发起人和创建人之一，并长期担任副理事长、理事长和中华医学会肿瘤学分会常委、副主任委员、主任委员，被授予中华人民共和国国家级突出贡献专家。
2021年8月10日于北京去世。